# 因河畔特京
因河畔特京是德国巴伐利亚州的一个市镇。总面积13.65平方公里，总人口9089人，其中男性4360人，女性4729人（2011年12月31日），人口密度666人/平方公里。